# 아비코전자
아비코전자(ABCO Electronics Co., Ltd.)는 대한민국의 수동 소자(저항기, 인덕터) 기업이다. 본사는 경기도 성남시 중원구 둔촌대로388번길 31(상대원동)에 위치해 있으며 대표이사는 김창수이다. 저항기(Resistor) 및 인덕터(Inductor) 전문 생산하며 아비코테크(자회사)를
통해 PCB 사업을 함께 영위한다(2022년 매출 비중: 수동소자 45.3%, PCB 54.7%)
전자부품 시장의 변화에 맞춰 저항과 인덕터 제품을 지속적으로 업그레이드하고, M&A를 통해  회사를 성장시켰다. 아비코전자가 인쇄회로기판 제조사 코스모텍의 인수 대상자로 선정되었으며, 인수금은 140억원으로, 지난해 말 자기자본 대비 15.87%를 차지했다.

2024년 삼영전자공업과 고부가가치 전기자동차용 인덕터의 생산 및 판매 확대를 위해 ‘에스엔에이전자 주식회사’ 합작법인 설립을 위한 투자 계약을 체결하였다
 매출의 30% 이상이 반도체용 제품이며

외국인지분율 14.67%이다

## 자회사
- 아비코테크[11]

## 참고문헌
1. ↑  SK증권 아비코전자 목표주가 하향, "메탈파워인덕터 공급물량 기대 못 미쳐" 비즈니스포스트, 2023-10-24
2. ↑  이수림, 유안타증권 Company Report 2023.06.08
3. ↑  IR자료 아바코전자 2022년[깨진 링크(과거 내용 찾기)]
4. ↑  신석환, 대신증권 기업분석 Issue Comment-아바코전자, 2023.01.09
5. ↑  이종만 아비코전자 사장, 서울경제, 2007.05.20
6. ↑  칠전팔기 코스모텍, 아비코전자에 팔렸다, 딜사이트, 2018.07.19
7. ↑  민경연, 아비코전자, 고객사 감산으로 DDR5 물량 하향…주가 향방은?
8. ↑  남궁선희, 삼영전자공업, 아비코전자와 전기자동차용 인덕터 신사업 합작법인 설립 - 매일경제, 2024-02-01
9. ↑  김바램, SK증권 아비코전자 목표주가 하향, "메탈파워인덕터 공급물량 기대 못 미쳐", 2023-10-24
10. ↑  이동주, SK Company Analysis-아비코전자, 2023-05-02
11. ↑  이동주, SK증권리서치센터 기업분석보고서-아비코전자, 2023-10-24